# Bany a Asnières
Bany a Asnières (en francès: Une baignade à Asnières) és un quadre del pintor francès Georges Pierre Seurat realitzat el 1884 i exhibit a la National Gallery de Londres.
És el primer dels seus quadres de gran dimensió, que Seurat va intentar sense èxit exposar al Saló de París, i va refusar fer-ho com a alternativa al Saló dels Independents, en aquest moment recentment fundat. Per a aquesta obra va preparar una sèrie de 14 dibuixos a l'oli i dibuixos preparatoris.
L'obra presenta ja els trets fonamentals l'estil de Seurat: vegetació, aigua i llunyania vibren i els seus contorns es banyen en una atmosfera impressionista, però les figures humanes es dibuixen amb un perfil net (reforçat pel nimbe de to oposat que les envolta), com un baix relleu i en postures res casuals.
L'obra representa una instantània de la vida en els suburbis de París; de fet Asnières era una àrea on els parisencs concorrien únicament en els dies estivals per navegar en barca o banyar-se en les aigües de Sena. L'escena se situa en un lloc d'esbarjo a la perifèria de París, fins on acudien els qui no podien pagar un bitllet de tren fins a altres llocs d'esbarjo en els quals es necessitava arribar en aquesta forma com Argenteuil.
La pintura evoca el sopor d'una calorosa tarda de sol, sense deixar de banda detalls urbans com les xemeneies i les vies ferroviàries. No obstant això, no aconsegueix transmetre l'ambient festiu a les ribes del riu, ja que amb el seu mètode puntillista les persones queden «desposseïdes de la seva individualitat.» El delineat dels personatges plasmats davant l'aigua no es va realitzar mitjançant línies sinó amb petits tocs de pinzell, atorgant una mena de luminescència al voltant d'ells. Tota l'escena posseeix una mena de boirina o vapor. Seurat reprèn en aquesta obra un tema plenament impressionista, però la reprèn amb perfils menys refinats i basant-se plenament en l'estil puntillista mitjançant l'aplicació directa de l'oli amb colors clarament dividits.

## Emplaçament

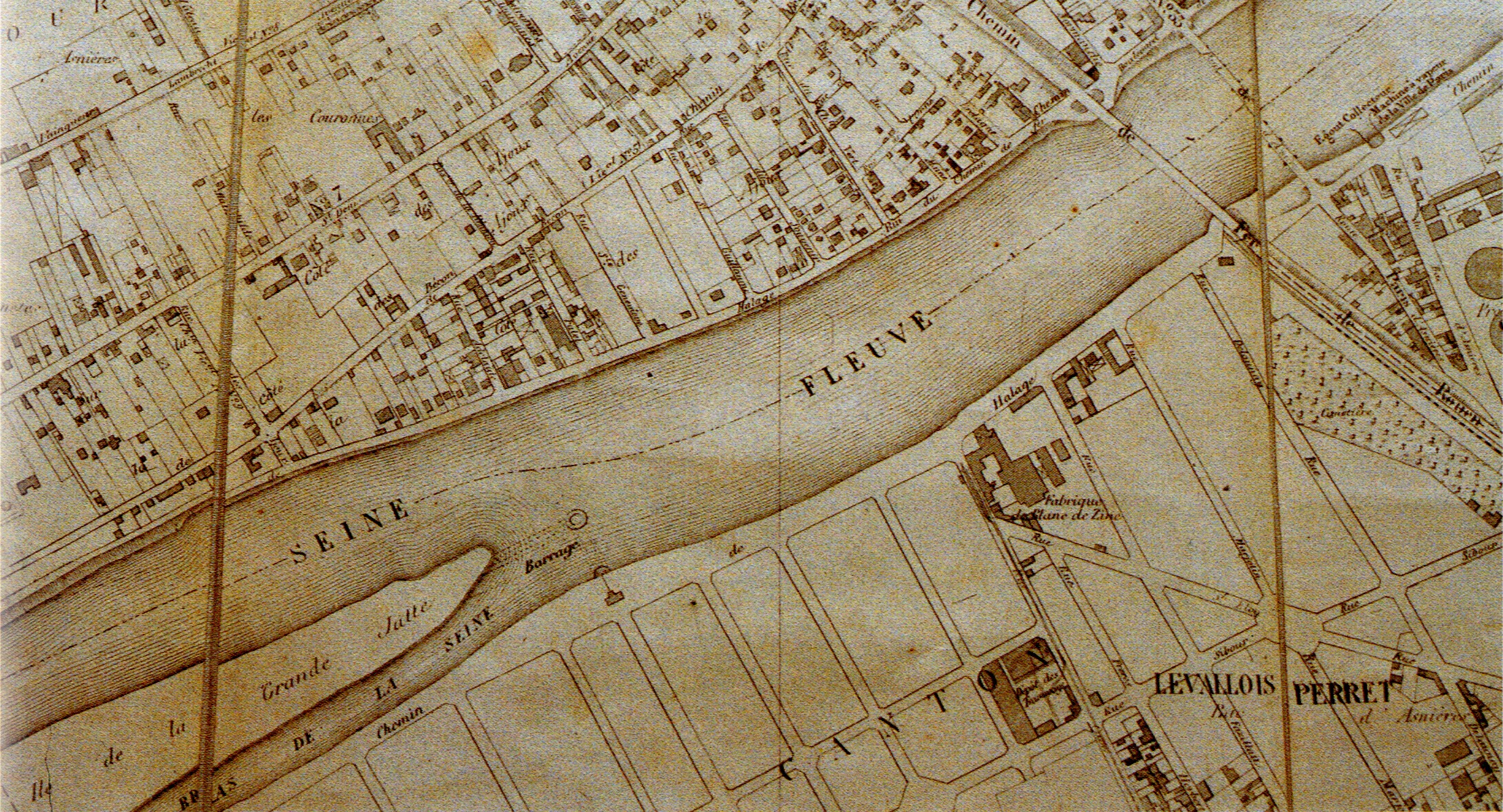
Possible lloc del barranc sorrenc del quadre. Els ponts d'Asnières són a la dreta.

L'indret representat és a pocs quilòmetres del centre de París. De fet, les xifres de la riba del riu no es troben a la comuna d'Asnières, sinó a Courbevoie, la comuna que voreja Asnières a l'oest. Els banyistes són al riu Sena. El pendent que formava la major part del quadre esquerre es coneixia com la Côte des Ajoux, a prop del final de la rue des Ajoux, a la riba nord del riu. En oposició es troba l'illa de la Grande Jatte, la punta de l'est es mostra com el talús i els arbres a la dreta, i que Seurat s'ha estès pictòricament més enllà de la longitud real. El pont ferroviari d'Asnières i els edificis industrials de Clichy-sur-Seine es troben en segon pla. A vegades, llocs com aquest es van mostrar en mapes francesos del segle xix com a Baignade (o, "zona de bany")
Molts artistes van pintar teles d'aquest tram del Sena durant la dècada de 1880. A més dels banyistes, algunes de les obres més conegudes de Seurat provinents de les proximitats inclouen el Sena a Courbevoie, Tarda de diumenge a l'illa de la Grande Jatte i el pont a Courbevoie.

## Estètica
Seurat utilitza diversos mitjans per suggerir la calor del forn d'un dia d'estiu a la vora del riu. Una ombra fosca suavitza les vores dels arbres a la mitja distància i elimina el color dels ponts i les fàbriques del fons: el blau del cel a l'horitzó es posa gairebé a la blancor. Un aspecte brillant a la superfície de Bany a Asnières reforça subtilment aquesta calor i la llum saturades. Escrivint sobre aquests efectes, l'historiador de l'art Roger Fry va dir que, "ningú no podia representar això amb una sensibilitat més exquisidament tremolosa, una observació més penetrant o una coherència més infreqüent que Seurat".

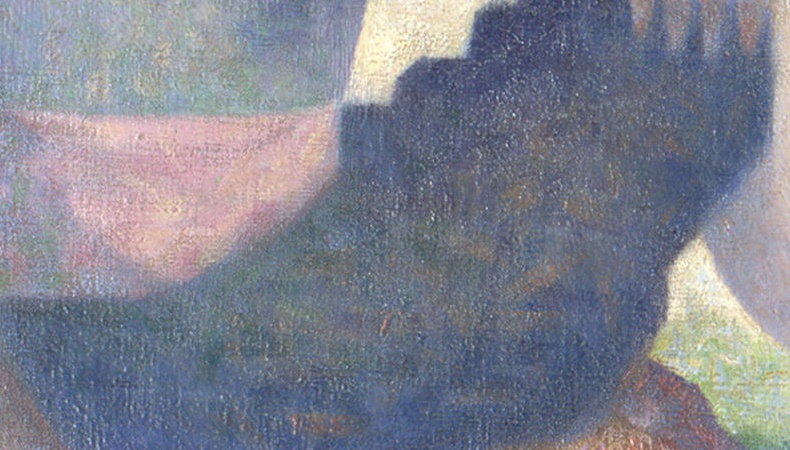
Home assentat al centre-esquerra

A les figures aïllades se'ls proporciona un tractament, una estàtua, però en gran manera sense modelar, i la pell i la roba estan netes, amb un acabat cerós. Apareixen desconeguts, en un entorn fàcil i, amb la possible excepció del noi a la part inferior dreta, queden tancats en una reverència pensativa i solitària. Línies horitzontals i verticals i la distància contrasten amb l'esquena arquejada i les postures relaxades de les figures cap a la part davantera. Aquestes postures, angles del cos, indicacions de mirada i posicions de les extremitats es repeteixen entre les figures, donant al grup una unitat rítmica. Les formes són de colors distingits en les seves proximitats, l'agrupació de taronges dels nois a l'aigua, s'afegeixen a l'estabilitat del treball –efecte reforçat en el cúmul d'ombres a l'esquerra-.a la riba i el joc de llum al voltant de les figures de bany.

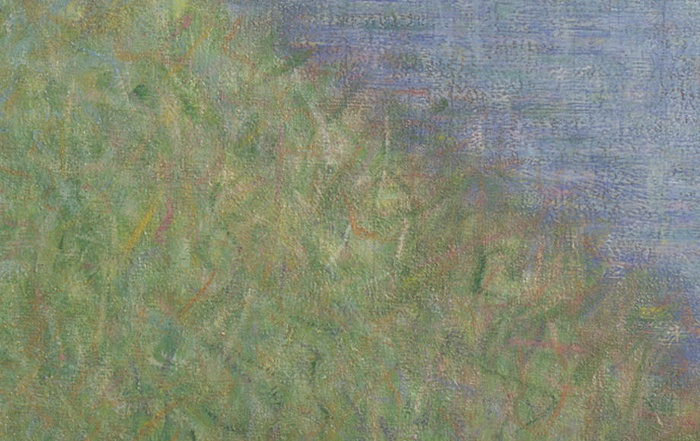
Balayé i pinzellades fines horitzontals

Seurat va descriure una de les tècniques de pinzellada que va desenvolupar en aquest llenç com la tècnica balayé, en la qual es fa servir un raspall pla per aplicar colors mats mitjançant traços en una formació de creueria. Aquests cops es fan més petits a mesura que s'acosten a l'horitzó. La tècnica balayé no es desplega de manera coherent a través del quadre, però s'adapta allà on Seurat ho creia adequat. El primer pla, per exemple, consisteix en una xarxa de cops balayé sobre una capa de més sòlida, cosa que suggereix el joc de la llum del sol sobre les fulles de l'herba. Aquest patró de pinzellada de traça contrasta amb els traços gairebé horitzontals i molt més prims que s'utilitzen per a representar l'aigua i contrasta encara més amb la pell de les figures.

## El barri de Seurat
En el moment d'aquest quadre, el desenvolupament urbà de París avançava a un ritme molt ràpid. La població de París s'havia doblat d'un milió el 1850 a dos milions el 1877, i la població d'Asnières gairebé s'havia doblat en només deu anys fins a arribar als 14.778 el 1886. La realitat sovint estava condicionada per les desagradables o perilloses condicions en què treballaven els treballadors industrials. Els pintors ja havien assumit completament aquesta realitat, com per exemple, en la pintura de Monet de 1875, Homes descarregant carbó, que de fet mostra els ponts d'Asnières, i que eren gairebé una dècada abans que Seurat els pintés.

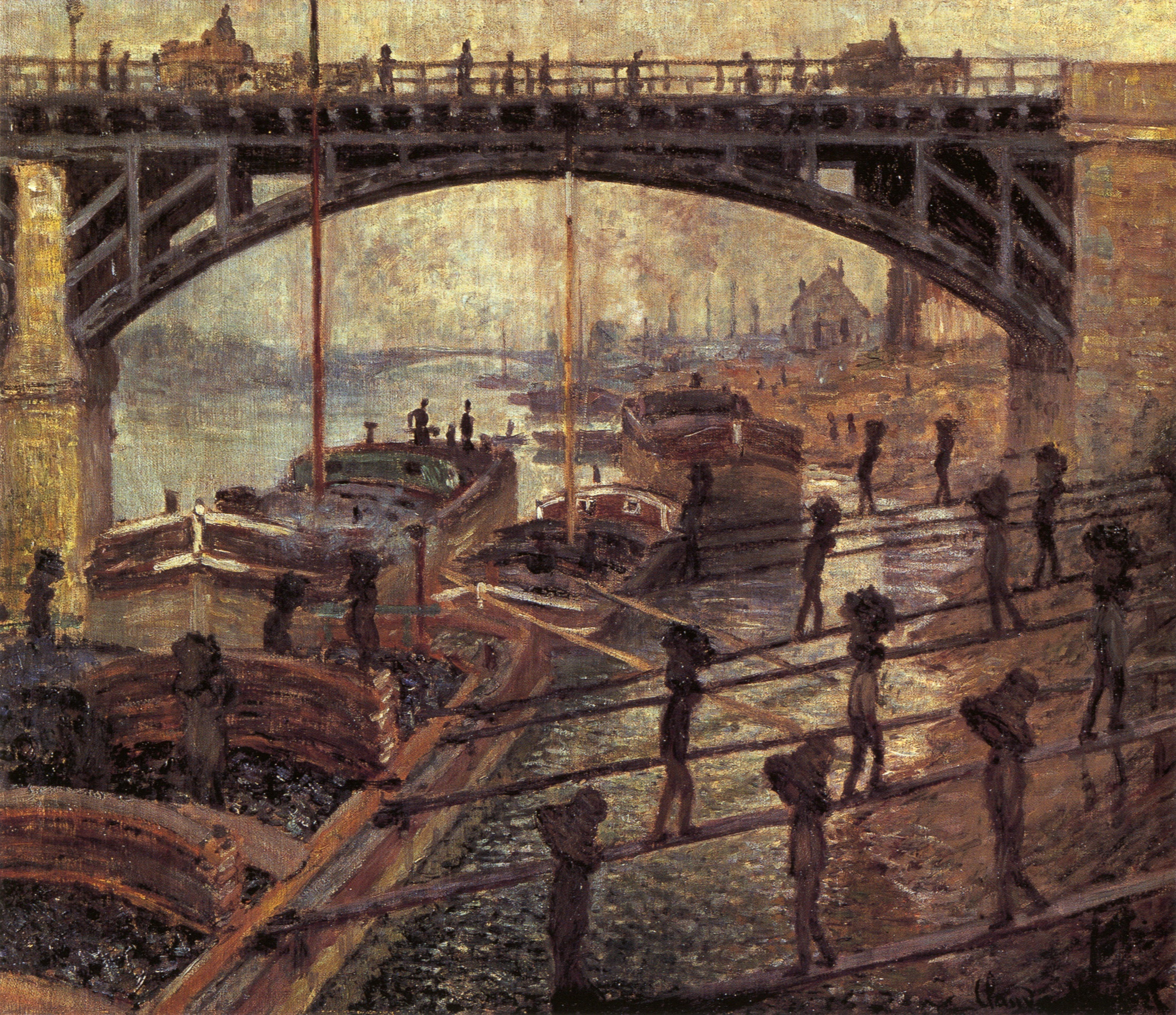
Monet, Home desacarregant carbó (1875)

No obstant això, Seurat va optar per no plantejar la preocupació real dels treballadors suburbans i, en canvi va retratar la classe obrera i la petita burgesia d'Asnières i Courbevoie en un escenari d'oci mandrós.
Seurat es va negar a deixar clar l'estat social de les figures majors que apareixen a Bany a Asnières, i tampoc les va mostrar exercint un paper públic de cap tipus. Les seves cares es mostren en la seva majoria de perfil, i no de cara a l'espectador. L'anonimat i l'ambigüitat amb què es pinten aquestes figures no va tornar a aparèixer de manera tan destacada en cap quadre major de Seurat.
La composició està formada per la infraestructura industrial de ponts i fàbriques a la part posterior. Malgrat l'aspecte descuidat d'aquestes del Paris suburbà, estan pintades com a masses subtilment sanejades i una mica ordenades, vetllades per la boira de la calor i envoltades d'arbres a cada costat. La seva aparença es veu marcada per veles de velers i pel cap de la figura central. Aquestes fàbriques i trens eren sorolloses i pudents, però Seurat no permet que això domini la pintura.

## Treballs previs i influències
El 1878 i el 1879, només uns quants anys abans de pintar els banyistes, Seurat havia estat estudiant a l'École des Beaux-Arts. L'École va ordenar als seus estudiants que abans de començar els treballs en qualsevol pintura a gran escala, primer haurien de fer grans esforços amb pintures i dibuixos preparatoris. Sembla que Seurat va completar el seu primer petit estudi a l'oli en aquesta fase preparatòria per a la pintura dels banyistes fins al 1882.

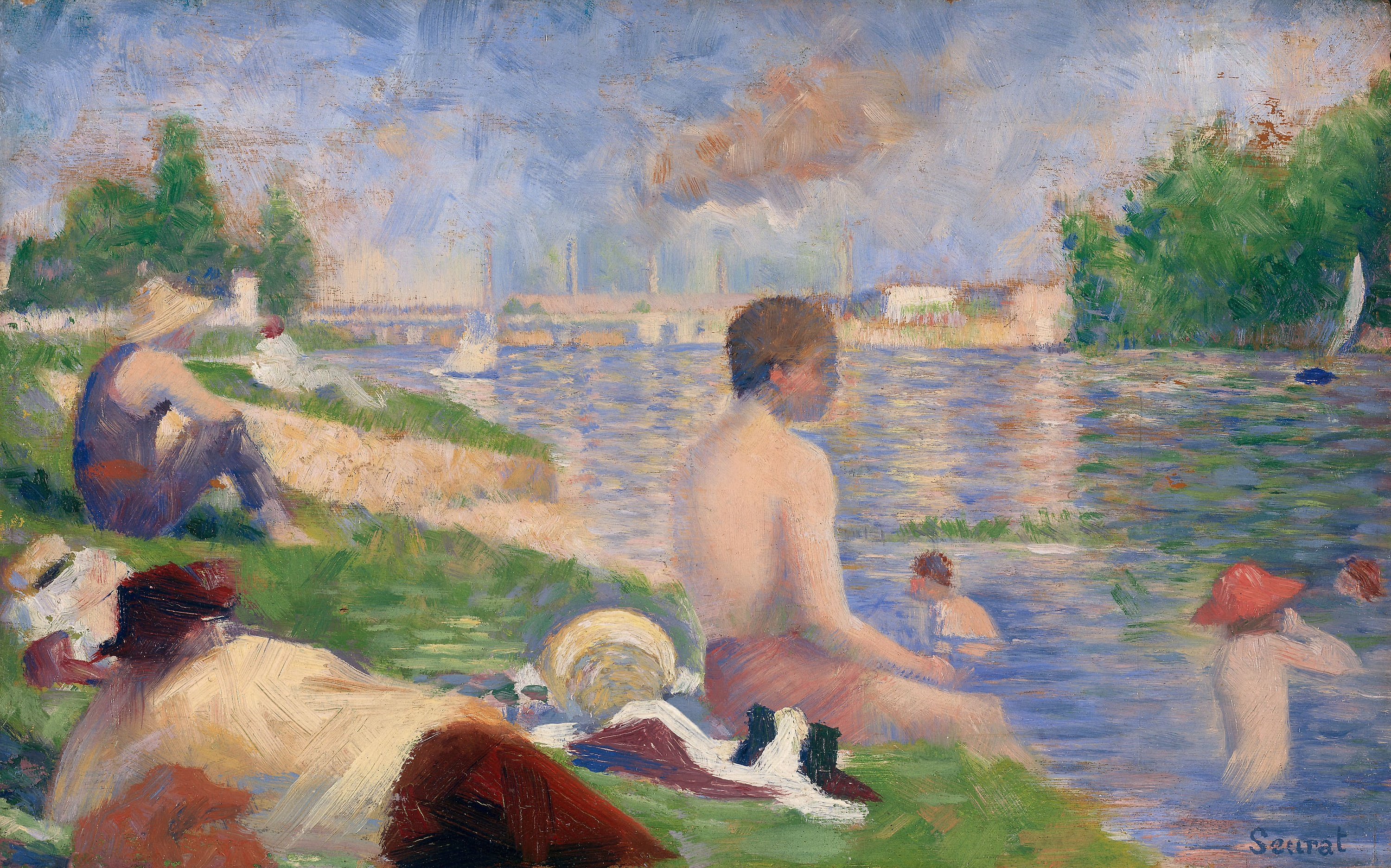
Estudi Final, 1883, ara a Institut d'Art de Chicago

El catàleg de César de Hauke de les obres de Seurat enumera catorze obres d'estudi a l'oli per als banyistes, la majoria de les quals van ser pintades a l'aire lliure, i en les quals es pot observar que la composició de la peça final va prenent forma gradualment. El darrer d'aquests estudis, que actualment es troba a l'Art Institute of Chicago, va ser pintat el 1883 i es troba molt a prop de l'obra final, excepte, òbviament, pel que fa a la seva mida; fa només 25 cm de llarg per 16 cm d'alçada. A Seurat li agradaven aquests petits estudis, anomenant-los els seus croquetons (una paraula no traduïda i que s'entén com a "croquis") i penjar-los a les parets del seu estudi.
Mentre que, majoritàriament, Seurat va utilitzar aquests estudis a l'oli per treballar els seus problemes de composició, hi ha nou dibuixos existents en llapis conté que el mostren centrant-se individualment en cadascuna de les cinc figures principals del quadre. Els dibuixos mostren a Seurat la manera de desplegar llum i ombra per implicar espai i plasticitat. Molts dels detalls que va treballar el pintor en aquests dibuixos monocromàtics van ser per trobar la seva realització final quan es van traduir en els colors de la pintura a l'oli acabada.

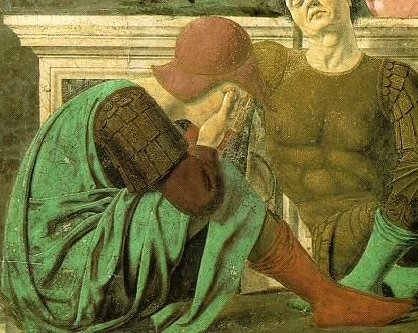
Pierro della Francesca, Resurrecció (1460)

Aquests mètodes de preparació concordaven amb els valors generals que s'expressaven a l'École. Però un professor d'aquesta institució tenia un impacte més particular i extens en la imaginació de Seurat, que comportava efectes directament discernibles en els banyistes. Charles Blanc havia estat professor i director a l'École i havia disposat de la còpia de quadres frescos del Quattrocento d'Arezzo per a ser mostrats a la capella de l'École. Les enormes figures senyorials i dignes d'aquests frescos i la regularitat de la seva separació tenen ressò evident en els banyistes. Entre aquests pintors de frescos hi havia Piero della Francesca. La Resurrecció representa un guàrdia dormint a la part inferior esquerra que compartia diverses característiques amb l'home assegut a Bathers at Asnières. La curvatura de les esveltes cames doblades s'ajusta clarament a ambdues figures i, efectivament, la postura també apareix al Jeune homme nu assis au bord de la mer (1836) de Jean-Hippolyte Flandrin, un quadre amb el qual qualsevol alumne de l'École hauria estat familiaritzat. Els contorns esculpits de la capa del soldat de Piero troben un ressò en els contorns agrests dels pantalons de la pintura de Seurat, i el parpelleig de la part del darrere del barret de la guàrdia es converteix en un motiu rítmic que apareix amb barrets, cabells i puntes d'arrencada a Bathers.
Més endavant, Blanc havia escrit un llibre el 1867, que Seurat va llegir l'any que va començar els seus estudis a l'École, i que va influir fortament durant els seus anys de formació: la Grammaire des arts du dessin. A prop del començament d'aquest llibre, Blanc havia afirmat que La troballa de Moisès de Nicolas Poussin era un cas exemplar de com l'art hauria d'idealitzar la naturalesa, concloent: “Així és com una escena de la vida quotidiana s'eleva de sobte a la dignitat d'una història". Aquesta observació sembla pertinent per als banyistes, que comparteix certament diversos elements compositius amb l'obra mestra de Poussin de 1638. Ambdues obres mostren a la dreta una figura masculina rebaixada, i a l'esquerra una figura masculina reclinada pintada per darrere. L'horitzó de les dues pintures està perforat només fora del centre amb una capçalera, i en ambdues pintures el riu està envoltat d'un pont llunyà, amb edificis semblants a un bloc a la riba esquerra i arbres a l'altra. I les dues imatges tenen un vaixell de fons pla al centre-dret.

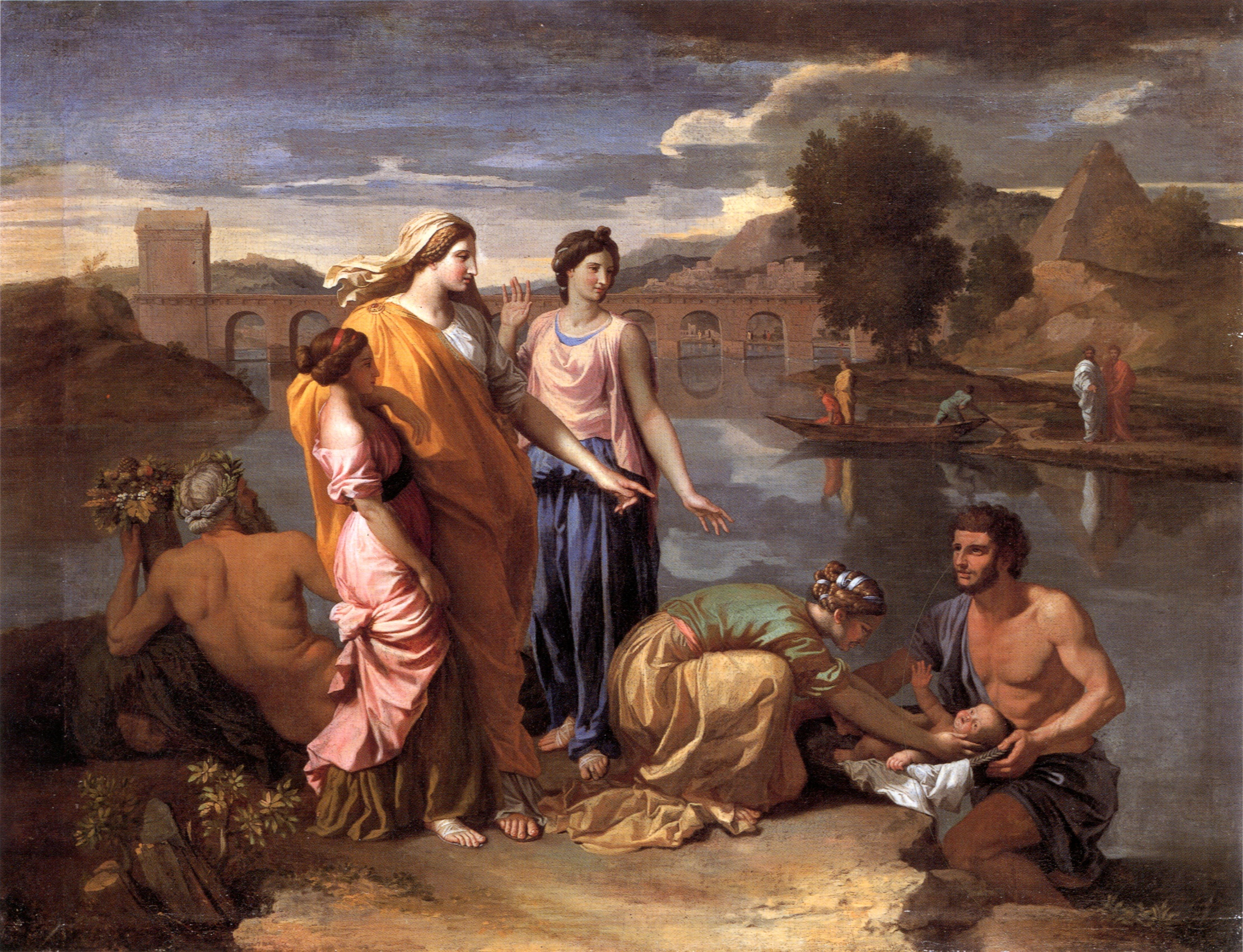
Poussin, La Trobada de Moisés (1638)

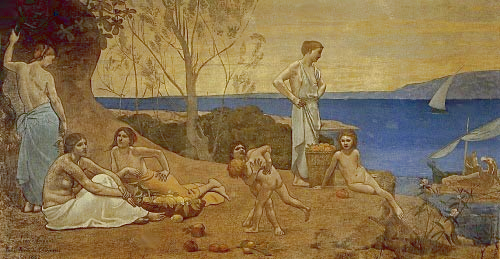
Puvis de Chavannes, Dolç País (1882)

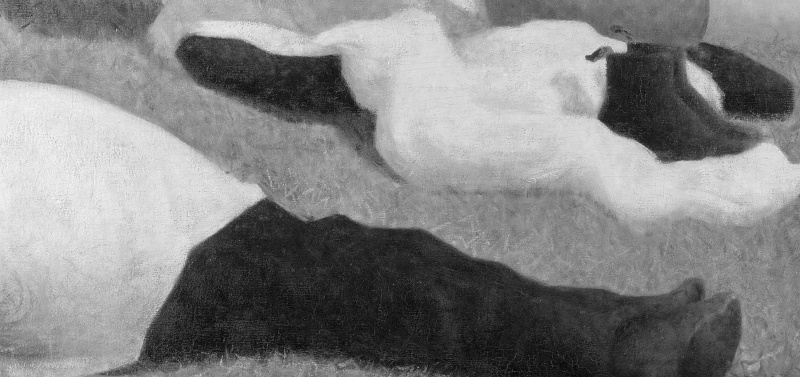
Modelat i contrast en primer pla

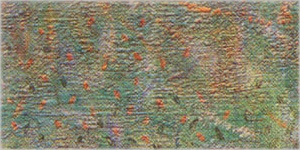
Retocs de Puntillisme aplicats cap al 1887

Tarda de diumenge a l'illa de la Grande Jatte, que s'enfronta als banyistes, es troba a l'ombra i representa la vida burgesa, alguns que es deixen entreveure de ser prostitutes.

La influència del contemporani francès de Seurat, Pierre Puvis de Chavannes, i en particular del seu Doux Pays exposat al Saló de 1882, també és palesa als banyistes. Ambdues pintures tenen una escala monumental, la de Puvis, que té més de quatre metres de longitud, i ambdues obres tenen figures de mida vital. El tema del grup arquitectònic de figures a l'esquerra de Doux Pays té ressò de Seurat; on Puvis mostra un grup de mig frontó en un pla, Seurat utilitza la recessió i suggereix l'associació mitjançant la repetició. Les dues pintures també comparteixen la tècnica de dividir els seus grans llenços en zones de colors predominants, de blau i daurat a Doux Pays, per obtenir un efecte més fresc i de blau i verd als banys amb un resultat més càlid. En els dos quadres, una figura destacada desemboca en l'horitzó que es troba fora del centre, una vela corbada apareix gairebé al mateix lloc a la dreta i s'observen posicions triangulars, com també els nois en diversos graus de restabilitat. William I. Homer, en abordar els matisos de llum i la superfície mat dels banyistes, va remarcar que la seva, "tonalitat pàl·lida i una mica descarada ... Recorda les decoracions anteriors de [Puvis].”
Tot i que fou un estudiant receptiu de la venerada École, Seurat també havia estat obert a idees d'algunes fonts més esotèriques. El 1879, amb el seu amic, company d'estudis d'École, i futur retratista Edmond Aman-Jean, Seurat va assistir a la quarta exposició de pintures dels pintors impressionistes poc coneguts en aquell moment, on van rebre un "xoc inesperat i profund". I tot i que Seurat ja havia vist les teories estètiques modernes resumides a la Grammaire de Blanc, va buscar els textos originals dels mateixos teòrics, com David Sutter, el químic Michel Eugène Chevreul i el físic Ogden Rood, la cromàtica moderna de la qual es va escriure mentre que Seurat es trobava a l'École, i que va llegir l'artista tan aviat com es va traduir al francès el 1881. Després d'haver-se submergit en les obres d'aquests autors, Seurat va tenir molt en compte les seves teories modernes sobre els colors i la manera com els perceben els humans. Aquestes influències van permetre a Seurat sortir de la disciplina de l'École per dissenyar el seu propi mètode modernament diferent d'utilitzar el to i el color.
Un dels temes recurrents d'aquestes noves teories, acuradament detallades, va ser la idea que els humans no podrien percebre els colors de manera aïllada, sinó que es pot veure que un color interfereix amb un altre color veí. D’aquesta manera, la percepció del color s'explicava com un procés interpretatiu complex, més que com un registre estàtic i senzill de dades visuals. La resposta de Seurat a les teories d'aquests escrits és evident en els banyistes, especialment en àrees com les del tors i les cames de l'home assegut centre-esquerra, al coixí caqui-taronja i la figura central que contrasta amb la seva esquena. Amb l'aigua de blau clar, el braç contrasta d'un color més fosc.

## Història
El 1882, Seurat va llogar un petit estudi a la rue Chabrol a prop de casa de la seva família. Els banyistes d'Asnières van ser pintats en aquest estudi, sobre un llenç de mida idèntica a Tarda de diumenge a l'illa de la Gran Jatte que exclou la vora pintada. Després del rebuig dels banyistes per part del jurat del Saló de 1884, Seurat va unir esforços amb alguns artistes amb vocació similar per convertir-se en membres fundadors del Groupe des Artistes Indépendants. Aquesta institució va celebrar la seva primera exposició —el Saló d'Artistes Indépendants— entre el 15 de maig i l'1 de juliol de 1884 en un edifici temporal a Carrousel, al costat del Louvre. Bany a Asnières figura al catàleg de l'exposició amb el número de pintura 261, i es va mostrar juntament amb obres d'un total de 402 artistes. Tot i que Seurat va ser membre fundador del Groupe, la seva pintura es va mostrar a una ubicació poc clamorosa de la sala de cervesa de l'exposició i sembla que no va tenir un gran impacte en els espectadors de l'exposició. Més endavant, el mateix any, el Groupe des Artistes Indépendants van passar a ser la Société des Artistes Indépendants, i els banyistes també van ser penjats a la primera exposició de l'acabada de reanomenar Société. El 1886, Paul Durand-Ruel va fer la foto, juntament amb unes tres-centes teles més, a l'Acadèmia Nacional de Disseny de Nova York, on va fer la seva exposició de les "Obres en oli i pastel dels impressionistes de París".
El quadre va rebre crítiques mixtes de crítics i comentaristes d'ambdós costats de l'Atlàntic. El novel·lista i biògraf Paul Alexis va comentar equívocament: "Això és un fals Puvis de Chavannes. Quin divertit banyista [sic] masculí i femení! Però està pintat amb tanta convicció que sembla gairebé emotiu i no m’atreveixo gaire a divertir-me". A L'Intransigeant, Edmond Bazire, escrivint sota el pseudònim“ Edmond Jacques ”, va escriure,“ darrere i sota d'algunes excentricitats prismàtiques Seurat amaga les qualitats més distingides de la perfecció i embolica els seus homes banyadors, les seves ondulacions, els seus horitzons en tons càlids. ”Tant Jules Claretie com Roger Marx també van descriure la pintura com una pintura “impressionista” destacable. El crític anònim de l'art amateur de l'exposició de Nova York, que fins i tot va associar explícitament Bathers at Asnières a la pintura al fresc italià, també va anomenar el quadre una obra "impressionista" moderna. Paul Signac va remarcar que els banyistes estaven pintats "En grans traços plans, raspallats els uns sobre els altres, alimentats per una paleta composta, com la de Delacroix, de colors purs i terrosos. Mitjançant aquests ocres i marrons, el quadre es va endurir i semblava menys brillant que les obres que els impressionistes van pintar amb una paleta limitada a colors prismàtics. Però la comprensió de les lleis del contrast, la separació metòdica dels elements (llum, ombra, color local i la interacció dels colors), així com el seu equilibri i proporció adequades, van donar a aquesta tela la seva perfecta harmonia."
Menys aviat, un crític anònim de l'Expressionista Impressionista de Durand-Ruel a la ciutat de Nova York va escriure al diari The Sun que, "El gran mestre, des del seu propi punt de vista, ha de ser segurament Seurat, el monstruós quadre de The Bathers consumeix gran part de la Galeria D. Es tracta d'una imatge concebuda en una ment tosca, vulgar i corrent, l'obra d'un home que busca la distinció per la qualificació vulgar i l'expedient de la mida. És dolent des de tots els punts de vista, inclòs el seu propi. "Aquesta no va ser, de cap manera, l'única ressenya tan gratuïta als diaris americans i francesos. Amb el pas de les dècades, els banyistes van anar convertint lentament en una crítica respectada. El crític i amic de Seurat, Félix Fénéon va esperar molts anys abans de comentar: "Tot i que no em vaig comprometre per escrit, em vaig adonar [el 1884] completament de la importància d'aquesta pintura". Durant molts anys, els banyistes d'Asnières van romandre en la possessió de la família de Seurat, i el 1900 l'obra va ser comprada per Félix Fénéon. El 1924 va ser comprada per a les col·leccions nacionals britàniques i penjada a la Tate Gallery. Va ser traslladat el 1961 a la National Gallery on roman.
La imatge de raigs X dels banyistes ha revelat que alguns components de la composició es van alterar a mesura que avançava el treball de Seurat sobre el llenç, mentre que altres components probablement no eren del quadre, ja que els va pintar per primera vegada. Les dues figures reclinades, una a la part frontal de la imatge, l'altra amb el barret de palla cap a la part posterior - són revelades per la imatge de rajos X com una de les preocupacions posteriors de Seurat. L'home reclinat de la part davantera ha tingut la posició de les cames desplaçada a una posició més horitzontal que la que es trobaven quan es pintaven per primera vegada. La figura reclinada cap a la part posterior no es veu en cap moment a la imatge de rajos X, mostrant que és una addició tardana. La seva postura reflecteix la posició alterada de l'home en primer pla, plantejant el suggeriment que va ser pintat com a resposta compositiva a l'alteració feta a la d'enfront. A la imatge de rajos X també hi falta el vaixell amb la tricolor i els punts aplicats puntualment en diversos llocs de la secció mitjana inferior del quadre. Una teoria controvertida suggereix que Seurat va afegir aquests elements com a mitjà de connexió entre els banyistes i Tarda de diumenge a l'illa de la Gran Jatte. Malgrat la seva llunyania a la mitja distància, els motius i les figures assegudes del vaixell estan presents en el quadre posterior, i el vaixell del transbordador travessa efectivament el riu entre la riba del riu Courbevoie i la pròpia île de la Grande Jatte. Les incorporacions tardanes dels banyistes aporten una nota de vitalitat al quadre, d'acord amb el clima més "sociable" de Tarda de diumenge a l'illa de la Gran Jatte.

## Interpretació
Els banyistes de Seurat van precedir Tarda de diumenge a l'illa de la Grande Jatte, que mostra la gent a la riba de l'altra banda del riu. Si bé els banyistes d'Asnières de la riba esquerra són gent de classe treballadora, la burgesia és a la riba dreta. Els banyistes es posen a la llum, mentre que a la Gran Jatte gairebé tothom està a l'ombra, i hi ha al·lusions a la luxúria (una dona amb un mico a la corretja) i a la prostitució (una dona "pescant"). El missatge de Seurat s'ha interpretat com que la classe treballadora representava el futur, mentre que les classes mitjanes s'havien demacrat i esdevingut al vici. Vist en aquest context i llum, el noi que es banya a l'altra banda de la riba del riu a Asnières sembla que els va cridar, com per dir: "som el futur, veniu a unir-vos".